# Juniperus excelsa
Juniperus excelsa és una espècie de conífera de la família de les cupressàcies distribuïda del sud-est d'Europa i Pròxim Orient fins al Caucas.

## Descripció
Es pot presentar en forma d'arbust o d'arbre. Assoleix una mida que pot variar entre 6 i 20 metres d'alçada, en algunes rares ocasions fins a 25 m. Té una àmplia capçada, cònica, arrodonida o irregular.
Les fulles són perennes i presenten dues formes: juvenils en forma d'agulla de 8-10 mm de llarg en plàntules i adultes en forma d'escata de 0,6-3 mm de llarg en les plantes més velles. Presenten estomes en les fulles juvenils epistomàtics, en fulles madures amfiestomàtiques majoritàriament 2 línies discretes s'estrenyen des de la base fins a l'àpex; de color verd clar o verd groguenc; així com en les fulles madures es produeix una sola cavitat amb resina mitjana.
El tronc pot fer fins a 2 m de diàmetre. Té color marró clar i està recobert per una escorça aspra grisenca. Té moltes branques primes i cilíndriques, algunes només fan 0,6 o 0,8 mm.
En molts casos es presenta en forma diòdica, és a dir, amb plantes masculines i femenines separades; però també es poden trobar exemplars individuals que produeixen ambdós sexes. Les pinyes són agrupacions de baies d'uns 6-11 mm de diàmetre, de color negre blavós o lilós, amb una flor cerosa blanquinosa, i contenen 3-6 llavors, que maduren en uns 18 mesos. Els cons masculins són de 3-4 mm de llarg, i aboquen el seu pol·len a la primavera.

## Localització

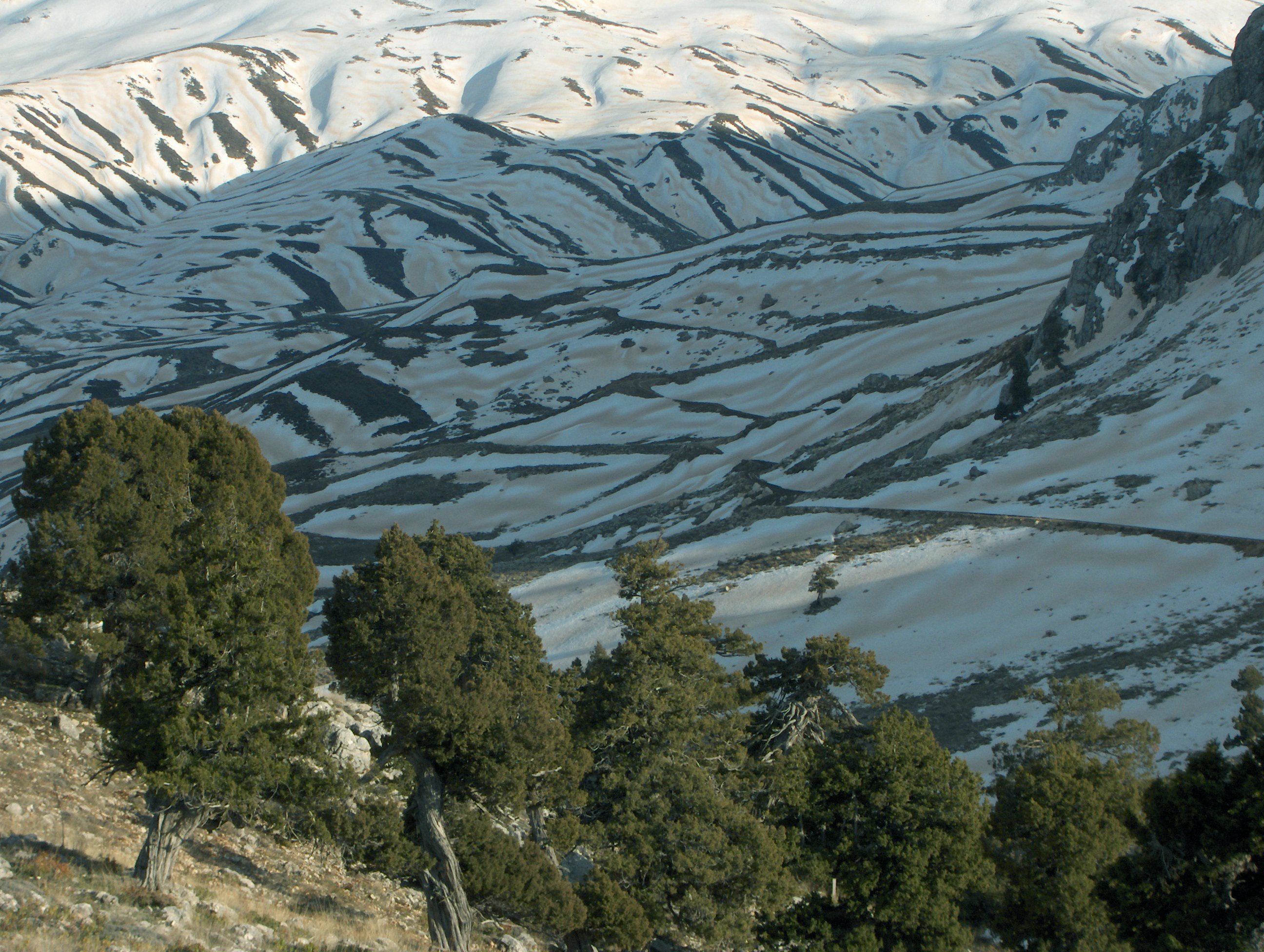
grup a les muntanyes de Turquia

Es troba al nord-est de Grècia, el sud de Bulgària, Turquia, Síria, el Líban, i el Caucas. La seva distribució altitudinal varia entre 100 i 1000 metres Crimea i de 2.300 metres al Caucas i Turquia.La seva aparició està determinada per una precipitació anual entre 500 i 1000 mm. Es presenta principalment en els penya-segats rocosos de calcària o calç format sobre subsòl pobre. De vegades es troba en companyia d'alzines o arbustos.

## Subespècies
El ginebre grec va ser descrit per primera vegada per Marshall von Bieberstein el 1798, en el Tableau des províncies situées sur la côte Occidental de la mer Caspienne entre els fleuves Terek et Kour. S'enumeren els següents sinònims: Juniperus lycia Pall, Isophyllos juniperus (K.Koch), Juniperus olivieri (Carrière), Juniperus aegaea (Griseb.) i Juniperus taurica (Pall.) Lipsky (no Lindl.).
Una subespècie anomenada J. excelsa subsp. polycarpos, coneguda també amb el nom de ginebre pèrsic, es localitza a la serralada d'Elburz, en altres muntanyes de l'Iran i fins al nord-oest del Pakistan. S'ha trobat una població aïllada a la serralada d'Akhdar Jebal (Oman). Alguns botànics tracten aquesta població no com una subespècie, sinó com una espècie diferent del Juniperus polycarpos, sinònima de Juniperus macropoda.
Sovint es troba juntament amb Juniperus foetidissima, que es distingeix pels brots més prims 0,7-1,3 mm de diàmetre (en a J. foetidissima d'1,2 a 2 mm de diàmetre), i el de color gris-verd de les fulles de J. foetidissima, en lloc de verd groguenc fulles.

## Investigació històrica

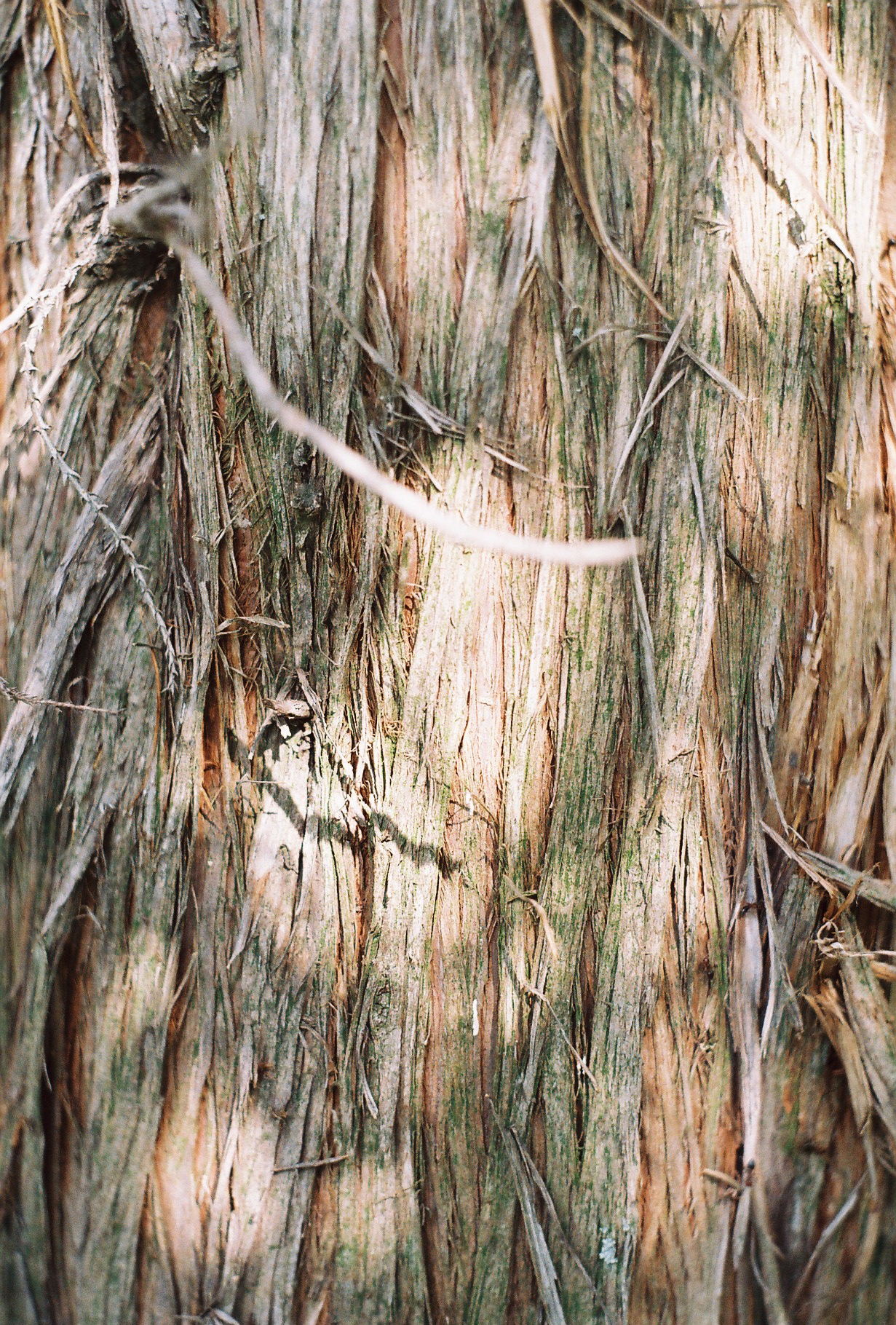
Sota l'escorça aspra hi ha una fusta molt preuada

Alguns historiadors van proposar identificar aquesta espècie amb la varietat de cedre esmentat a la Bíblia,(Llibre dels reis, 1, 10:12) una fusta de qualitat emprada en la construcció del temple de Salomó, però s'ha arribat a decisió concloent, ja que hi ha una altra opció que també encaixa amb les característiques requerides: la fusta de sàndal (Pterocarpus santalinus). El problema està en el fet que al text bíblic no especifica amb claredat la situació d'Ofir, la ciutat de procedència de la fusta.

## Mesures de protecció
La UICN ha inclòs el ginebre grec en la seva Llista Vermella d'Espècies Amenaçades amb l'etiqueta de "preocupació menor".
Pel que fa a les existències en territoris búlgars, grecs i xipriotes, es va preveure amb la Directiva sobre Flora Fauna i Hàbitat Nº 92/43 / CEE,en la versió actualitzada de l'1 de gener de 2007, annex 1, que passin a ser zones protegides i també les seves espècies entre les que està el ginebre.